# 竹网
术语“竹网”（英語：bamboo network）用以概念化东南亚海外华人（狹義指與閩南和潮汕民系）所经营的商业间的联系。它连接了东南亚（马来西亚、印度尼西亚、泰国、越南、菲律宾和新加坡）的海外华人社区与大中华地区（中国大陆、香港、澳门和台湾）之间的经济。海外华人的公司在东南亚私营企业中举足轻重，并且在管理上通常作为家族生意进行集权式的官僚主义方式运作。印度评论家潘卡杰·米什拉在《纽约书评》的一篇文章中将竹网称之为“日本以外的亚洲最大经济力量”。

## 构成
东南亚华人的生意往往是家族生意并通过集权官僚主义方式进行管理。这些公司通常是中型企业而不是像日本家族企业那样的联合大企业。贸易与融资由家庭关系所引导，私人关系（personal relationships）较正式关系（formal relationships）而言被优先考虑。这促进了商业交流与在一个财政法规依旧不完善的领域的资本快速转移。 这些关系基于中国社会学上的“关系”。
竹网的很多商业活动集中在这个区域的主要城市中，包括大中华地区的香港和台湾以及东南亚的雅加达、新加坡、曼谷、吉隆坡、胡志明市和马尼拉。

萨缪尔·亨廷顿曾这样评价该商业网络：
东亚的经济相互作用却急剧增强，这一增强是基于东亚华人社会之间的文化联系。这些联系导致了以华人为基础的国际经济的“持续的非正式一体化”，它在许多方面可与汉萨同盟相媲美，“也许还会导致事实上的中华共同市场”。在东亚，正如在其他地方一样，文化的共性已成为有意义的经济一体化的前提。——《文明的冲突与世界秩序的重建》

## 历史
竹网的起源可以追溯到16世纪，当时来自华南的中国移民在印尼、泰国等东南亚国家安家落户。中国人口在1949年的共产主义革命后快速增长，使得许多难民移居国外。竹网很大程度上受到了儒家思想的影响。

### 1997年亚洲金融危机
受到1997年亚洲金融危机影响的各国政府出台了控制内幕交易的法律以削弱竹网的影响。危机过后，商业联系更频繁地基于契约，而不是传统竹网的信任与家庭关系。

### 21世纪
随着20世纪80年代中国大陆改革开放的进行，外国华人移民的商务开始与中国大陆的公司发展关系。竹网在中国大量投资，受到了文化与语言亲近的影响。中国在21世纪迅速完成了全球经济力量的转变，使得在这样的关系上发生了逆转。为了减少其在美国国库券上的依赖，中国政府将焦点放在了外国投资上。美国贸易保护主义使中国公司为了取得美国资产而变得困难重重，加强竹网的地位作为一个中国投资的主要接受者，是中国政府的不错选择。